# Kleszczewo (województwo pomorskie)
Kleszczewo (niem. Gross Kleschkau) – wieś w Polsce położona w województwie pomorskim, w powiecie gdańskim, w gminie Trąbki Wielkie przy drodze wojewódzkiej nr 222.
W latach 1975–1998 miejscowość administracyjnie należała do województwa gdańskiego.
We wsi znajdowała się kuźnia, nie ocalała jednak do dzisiejszych czasów. Nie można odnaleźć w starych dokumentach informacji na temat jej położenia. Gorzelnia, aktualnie częściowo zniszczona, służy jako budynek mieszkalny.
We wsi znajduje się również stary budynek szkoły gdzie w 1945 znajdował się szpital polowy Armii Czerwonej. Podczas remontu odnaleziono stare listy żołnierzy do rodzin ukryte przez oficera NKWD. Listy zostały przekazane do Konsulatu Federacji Rosyjskiej.
Na cmentarzu wojennym we wsi pochowanych zostało 720 żołnierzy radzieckich.
W 2017 powiat gdański przystąpi do budowy od podstaw drogi do Zaskoczyna.
Inne miejscowości o nazwie Kleszczewo: Kleszczewo Kościerskie, Kleszczewko